# Pflegamt Murnau
Das Pflegamt Murnau, auch als Gericht Murnau bezeichnet, war seit dem 14. Jahrhundert ein Pflegamt des Klosters Ettal mit Sitz auf der Burg in Murnau, einer Gemeinde im heutigen Landkreis Garmisch-Partenkirchen.

## Geschichte
Wann die Vogtei der Wittelsbacher endete ist nicht nachzuweisen. Ob bereits beim Übergang von Murnau an das Kloster Ettal im Jahr 1332 oder später ist in den Quellen nicht ersichtlich. Im ersten Salbuch des 1330 gegründeten Klosters aus der Mitte des 14. Jahrhunderts wurde die Burg bzw. die Vogtei nicht aufgeführt.
Der Pfleger war der oberste Beamte für den gesamten Besitz des Klosters innerhalb des Amtsbezirks. Dazu gehörten ab der Mitte des 14. Jahrhunderts Eschenlohe, Huglfing, Murnau, Riedhausen, Schwaigen, Seehausen und Weindorf. 
Der erste Pfleger des Pflegamts Murnau war vermutlich 1348 Heinrich von Aufkirchen. Zum 31. Dezember 1348 kann Konrad von Iffeldorf nachgewiesen werden. Der Pfleger bzw. Richter hatte einen Schreiber und weiteres Dienstpersonal zur Verfügung. Neben der Burg als Dienstsitz gab es bereits im Jahr 1332 am Untermarkt 7 einen Kasten bzw. das Amtshaus, das auch als Gefängnis diente. Im Jahr 1390 ist der erste Pfleger, Paul Aresinger, nachgewiesen, der dauerhaft in Murnau residierte. 
Mit der Säkularisation im Jahr 1802/03 wurde das Kloster Ettal aufgehoben und damit auch das Amt Murnau.

## Liste der Richter und Pfleger
Richter
- 1348:      Heinrich von Aufkirchen
- 1348–1350: Konrad von Iffeldorf
- 1356–1379: Ulrich Kummersprugger
- 1365:      Hiltprant von Eresing
- 1366:      Perchtold von Romang

Pfleger
- 1390–1397/99: Paul Aresinger
- 1400–1409:    Conrad der Sandawer
- 1413:         Caspar der Taeninger
- 1417:         Heinrich Höhenkircher
- 1421–1423:    Rudolph Schöndorfer
- 1423–1433:    Erasmus Schnabel
- 1433–1438:    Hans Höhenkircher
- 1441–1442:    Hans Ramung
- 1443:         Hans Englschalk
- 1444–1451:    Niklas Hauser
- 1452–1453:    Hans Englschalk
- 1454–1456:    Heinrich Faistenmantel
- 1459:         Wilhelm Finsterholz
- 1461–1470:    Caspar Sestaller, genannt Pfennigmann
- 1472–1516:    Christian Halder
- 1516–1521:    Caspar Greimold
- 1537–1548:    Sigmund Mayrhofer
- 1558–1592:    Hans David Funk
- 1597–1598:    Ulrich Speer zu Niederding
- 1600–1604:    Ludwig Götschl
- 1608–1613:    Leonhard Neuchinger zu Puech
- 1608–1613:    Kaspar Freislich (Amtmann?)
- 1613–1642:    Urban Morhard von Offenwang auf Rameck
- 1643–1650:    J. Georg Brugglacher
- 1653–1657     Martin Fländerl
- 1658–1693:    Franz Stanislaus Greschbeck
- 1693–1713:    Johann Christ. von Santer auf Ebenried
- 1714–1735:    Johann Michl
- 1737–1745:    Ignaz Goggl
- 1745–1768:    Ludwig Seidl
- 1770–1788:    Josef Dominikus Schlemmer
- um 1792–1803: Alois Bayerhammer